# La Romaneta
La Romaneta o la Romana de Dalt és un llogaret situat al terme de Monòver, al sud-est de la ciutat, a prop del poble i terme municipal de la Romana. El llogaret s'ubica als peus de l'Alt del Llavador (531,5m), a la serra de la Safra. Comptava el 2006 amb una població de 134 habitants. Molt a prop del poble, es va construir fa uns anys un embassament per a abastir els cultius de la zona.
La Romaneta és també coneguda amb el nom de la Romana Alta o de Dalt, en contraposició al municipi actual de la Romana, de Baix o més modernament, de Tarafa, la Romana de Baix es va segregar jurídicament de Novelda en 1929, constituint-se des de llavors en municipi independent amb el nom exclusiu de la Romana. Les festes de la Romaneta se celebren al mes d'agost als seus patrons, Sant Roc i la Mare de Déu de Fàtima.